# Adams (Massachusetts)
Adams is een town in Berkshire County, Massachusetts, Verenigde Staten. In 2000 had de plaats een inwonertal van 8809 en waren er 3992 huishoudens.

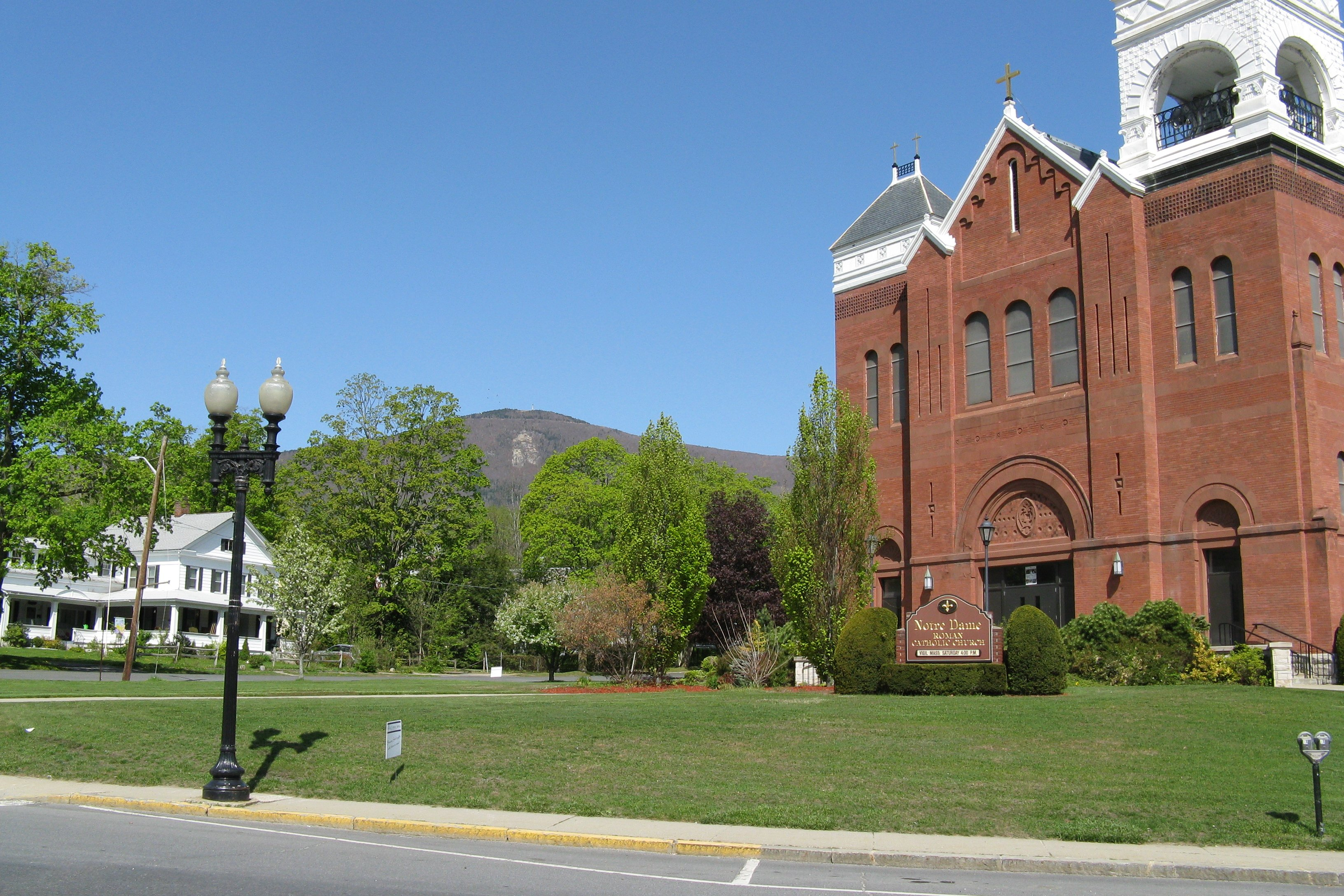
Katholieke kerk in Adams

## Geboren
- Susan B. Anthony (1820-1906), suffragette en burgerrechtenactiviste